# Anielska Igła

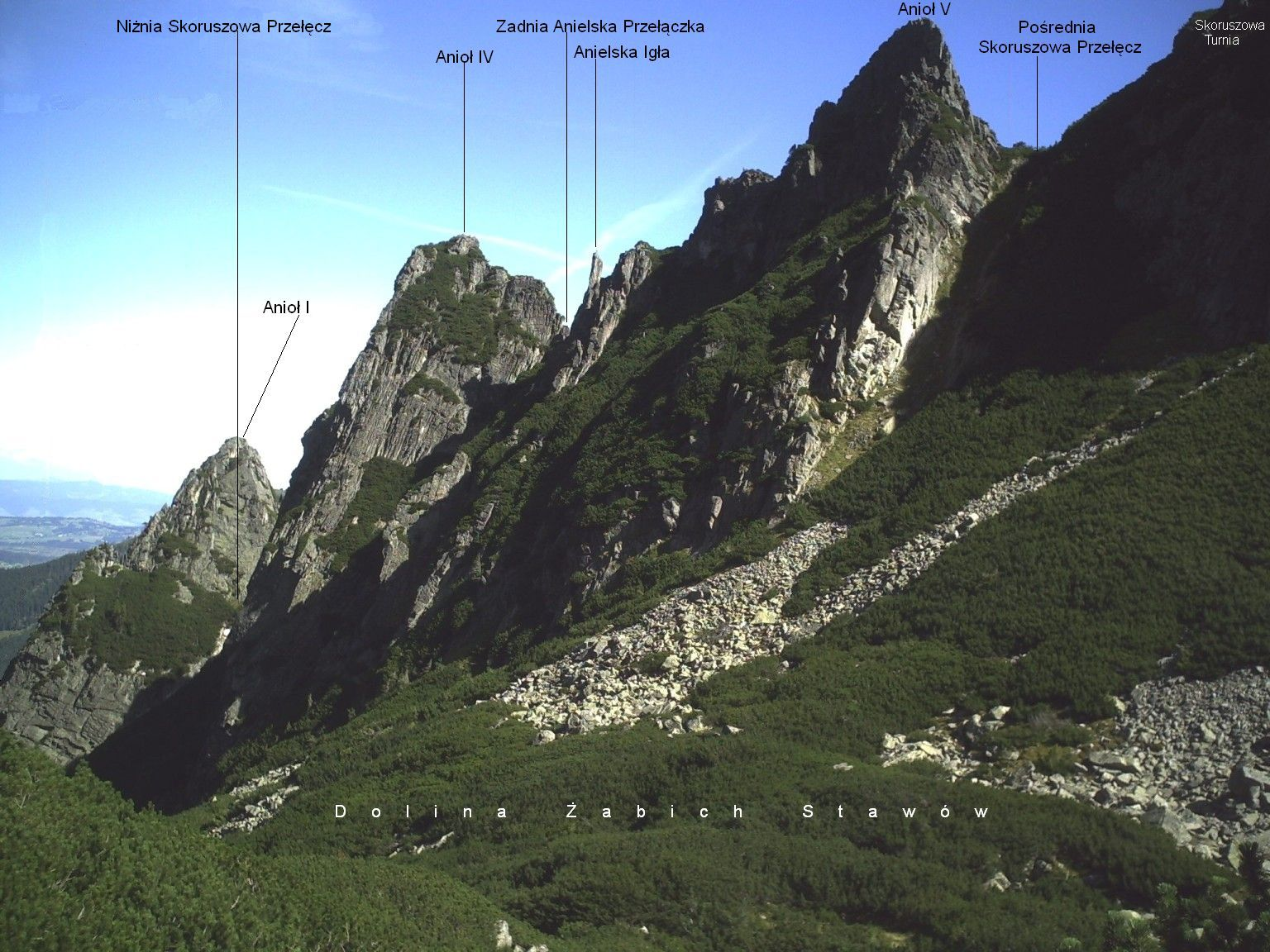
Widok z Doliny Żabiej

Anielska Igła (słow. Anjelská ihla, 1715 m n.p.m.) – turniczka w głównej grani Młynarza w słowackich Tatrach Wysokich. Znajduje się w Skoruśniaku między V Aniołem (Piaty anjel) i Zadnią Anielską Przełączką (Zadná štrbina v Anjeloch).
Jest to turniczka o typowym kształcie igły skalnej i wysokości około 10 m. Szczególnie efektownie wygląda ze ściany stawiarskiej w Doliny Żabiej Białczańskiej. Po raz pierwszy zdobył ją Władysław Cywiński 16 września 1992 roku. Wszedł na nią poprzez zarzucenie liny i małpowanie. On też jest autorem nazwy turniczki.